# Der Texaner (Fernsehserie)
Der Texaner, auch Der Mann aus Texas (Originaltitel The Texan), ist eine von 1958 bis 1960 vom US-amerikanischen Fernsehsender CBS produzierte 78-teilige Westernserie.

## Handlung
Die Serie erzählt die Abenteuer des Bürgerkriegverteranen und Revolverhelden Bill Longley bei seiner Reise durch verschiedene Städte des Westens. Sein ausgeprägter Gerechtigkeitssinn lässt ihn Bedürftigen helfen und Freunden und Fremden im Kampf im Kampf für die Gerechtigkeit beistehen.

## Hintergrund
Mit dem Revolverhelden Wild Bill Longley (* 6. Oktober 1851; † 11. Oktober 1871) stand ein historisches Vorbild Pate. Allerdings war der reale Longley ein brutaler Mörder mit 32 Menschenleben auf dem Gewissen.
Unter dem Titel Der Mann aus Texas strahlte das ZDF ab dem 25. Mai 1968 insgesamt 13 Folgen am Samstag Nachmittag in loser Reihenfolge aus. Unter dem Titel Der Texaner wurde die Serie 1988 mit allen 26 synchronisierten Folgen ausgestrahlt.
In einigen Folgen treten zahlreiche Gaststars wie Michael Landon, Lon Chaney junior, James Coburn oder Jack Elam auf. Von den ursprünglich 78 gedrehten Folgen sind nur noch 70 erhalten geblieben. Mit Erle C. Kenton (26 Episoden), Edward Ludwig (15 Episoden), Robert Florey (7 Episoden), George Archainbaud, Louis King und Jerry Thorpe haben auch einige namhafte Regisseure an der Serie gearbeitet.
Die Drehbücher wurden von bekannten Autoren wie Barney Slater (3 Episoden), László Vadnay (2 Episoden), Thomas Monroe, Irving Wallace, Donald S. Sanford, Edward Ludwig und Louis King verfasst.

## Synchronisation
Von den ursprünglich 26 synchronisierten Folgen sind nur noch vier erhalten geblieben.
| Rolle        | Darsteller   | Synchronsprecher |
| ------------ | ------------ | ---------------- |
| Bill Longley | Rory Calhoun | Klaus Kindler    |

## Auszeichnungen
Die Serie wurde 1959 in der Kategorie Beste künstlerische Regie in einem TV-Film für den Emmy nominiert.

## Veröffentlichungen
Beim amerikanischen Dell Comic Verlag erschien 1959 und 1960 jeweils eine Comic-Adaption.
Seit 2008 liegt eine amerikanische DVD-Box der Timeless Media Group mit den erhaltenen 70 Episoden vor. Pidax film veröffentlichte die vier erhaltenen deutschen Folgen 2019 auf DVD.